# VN1R2
Vomeronazalni tip-1 receptor 2 je protein koji je kod ljudi kodiran VN1R2 genom.

## Literatura
- Takeda S; Kadowaki S; Haga T;  . (2002). „Identification of G protein-coupled receptor genes from the human genome sequence.”. FEBS Lett. 520 (1–3): 97—101. PMID 12044878. doi:10.1016/S0014-5793(02)02775-8.
- Strausberg RL; Feingold EA; Grouse LH;  . (2003). „Generation and initial analysis of more than 15,000 full-length human and mouse cDNA sequences”. Proc. Natl. Acad. Sci. U.S.A. 99 (26): 16899—903. PMC 139241 . PMID 12477932. doi:10.1073/pnas.242603899.
- Zhang J, Webb DM (2003). „Evolutionary deterioration of the vomeronasal pheromone transduction pathway in catarrhine primates”. Proc. Natl. Acad. Sci. U.S.A. 100 (14): 8337—41. PMC 166230 . PMID 12826614. doi:10.1073/pnas.1331721100.